# Selenocosmia fuliginea
Selenocosmia fuliginea é uma espécie de aranha pertencente à família Theraphosidae (tarântulas).